# The McDowell News
Il The McDowell News è un quotidiano della Carolina del Nord, con sede a Marion e distribuito anche in tutta la contea di McDowell nella Virginia Occidentale. Di proprietà di Lee Enterprises dal 2020, era originariamente della Media General e poi dal 2012 di BH Media Group, sussidiaria di Berkshire Hathaway. 
La testata è membro del North Carolina Press Association.